# Rüdiger Altmann

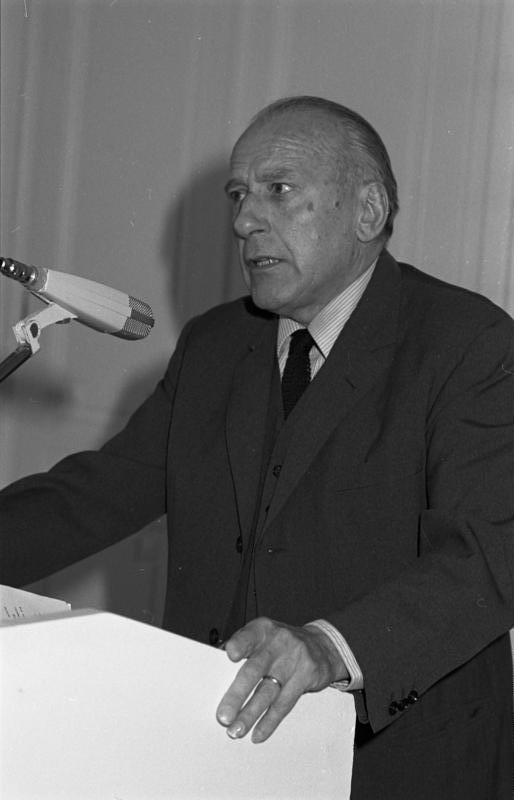
Altmann 1982

Rüdiger Altmann (* 1. Dezember 1922 in Frankfurt am Main; † 13. Februar 2000 in Bonn) war ein deutscher Publizist, Kanzlerberater und politischer Schriftsteller.

## Leben
Altmann wurde als Sohn eines Rektors in eine römisch-katholische Familie geboren. Nach dem Besuch des Gymnasiums in Wiesbaden studierte er in Frankfurt am Main, Berlin und Marburg Rechtswissenschaft, Soziologie, Politik und Geschichte. Zu seinen akademischen Lehrern zählte unter anderem Carl Schmitt. Während des Zweiten Weltkriegs war Altmann als Soldat in Russland eingesetzt, wo er schwere Erfrierungen erlitt. Sein juristisches Studium schloss Altmann mit dem Staatsexamen ab. Im Jahr 1954 folgte die Promotion zum Dr. phil. in Marburg mit einer Dissertation über „Das Problem der Öffentlichkeit und seine Bedeutung für die Demokratie“. Von 1950 bis 1956 war Altmann am Marburger Institut für wissenschaftliche Politik erster Assistent des sozialistischen Politologen Wolfgang Abendroth.
Später war Altmann dann unter anderem Berater und Redenschreiber des Bundeskanzlers Ludwig Erhard (CDU) sowie anschließend Leiter der Politischen Akademie Eichholz auf Schloss Eichholz der CDU-nahen Konrad-Adenauer-Stiftung. Altmann, der sich über Jahrzehnte hinweg mit der Gegenwart und Zukunft Europas beschäftigte und sich in seinem Denken vielfach auf Carl Schmitt bezog, prägte als Berater Erhards den Begriff der formierten Gesellschaft. Altmanns These dabei lautete: Die Klassengesellschaft alten Stils sei überwunden. Zugleich werde sie durch das Wuchern organisierter Interessen gefährdet, was auch den Staat in seiner Handlungsfähigkeit lähme.
Altmann selbst war über Jahre hinweg ein führender Vertreter verbandlich organisierter Interessen. Von 1963 bis 1978 betätigte er sich als stellvertretender Hauptgeschäftsführer des Deutschen Industrie- und Handelstages.
Das Verhältnis des konservativen Intellektuellen Rüdiger Altmann zur CDU war nicht frei von Spannungen. Insbesondere Helmut Kohl betrachtete er als eine Fehlbesetzung im Kanzleramt. Die sozialliberale Koalition unter Willy Brandt beziehungsweise Helmut Schmidt hatte Altmann zuvor mit kritischem Wohlwollen begleitet. Im damaligen Theorieorgan der SPD, der Zeitschrift Frankfurter Hefte / Neue Gesellschaft, publizierte Altmann gegen Ende seines Lebens häufiger. Sein Nachlass liegt im Archiv der sozialen Demokratie.

## Schriften
- Das Problem der Öffentlichkeit und seine Bedeutung für die moderne Demokratie. (= Dissertation, Marburg), 1954.
- mit Johannes Gross: Die neue Gesellschaft. Bemerkungen zum Zeitbewußtsein. Vorwerk, Stuttgart 1958.
- Das Erbe Adenauers. Dritte Auflage, Seewald, Stuttgart-Degerloch 1960.
- Das deutsche Risiko. Aussenpolitische Perspektiven. Seewald, Stuttgart-Degerloch 1962.
- „Der Kompromiß“ in: Merkur 19. Jg., H. 206, S. 401–412, Mai 1965.
- Späte Nachricht vom Staat. Politische Essays. Seewald, Stuttgart-Degerloch 1968.
- Politökonomie des freien Marktes, Seewald, Stuttgart 1976.
- Die Zukunft ohne Weltgeist, Seewald, Stuttgart 1976.
- Deutsche Parteien im Wandel. Eine Bestandsaufnahme. (Hrsg. v. Warnfried Dettling), Olzog, München/Wien 1983, ISBN 978-3-7892-7193-9.
- Der wilde Frieden. Notizen zu einer politischen Theorie des Scheiterns. Deutsche Verlags-Anstalt, Stuttgart 1987, ISBN 978-3-421-06186-7.
- Abschied vom Staat. Politische Essays. Campus Verlag, Frankfurt am Main/New York 1998, ISBN 978-3-593-36026-3.
- „Guten Morgen, Abendland! Notizen zu einer politischen Theorie der Vereinigung Europas“ (Aus dem Nachlass veröffentlicht, in: Frankfurter Hefte, 9/01).